# Palatschinke
Palatschinke là tên trong tiếng Áo của một món bánh mỏng giống như bánh kếp phổ biến ở Trung và Đông Âu và còn gọi là palačinka (tiếng Séch), palacsinta (tiếng Hungary).
Bánh kếp Trung Âu là bánh kếp mỏng tương tự như bánh kếp Pháp. Sự khác biệt chính giữa phiên bản bánh Pháp và Slavic là hỗn hợp cho palatschinken có thể được sử dụng ngay lập tức không giống như bánh kếp được đề nghị được để trong vài giờ. Palatschinken được chế biến bằng cách tạo ra một bột nhão từ trứng, bột mì, sữa và muối, chiên trong chảo với bơ hoặc dầu. Không giống như các loại dày bánh kếp dày hơn, palatschinken thường dùng với các loại nhân khác nhau và ăn trong bữa trưa hoặc bữa tối.